# Жижгинська Салма
Жи́жгинська Салма́ (рос. Жижгинская Салма) — протока в Білому морі, сполучає його із Онезькою затокою; відокремлює острів Жижгинський від Онезького півострова.
Північний вхід у протоку обмежений островом Чурнаволок на заході та мисом Горболуцьким на сході. Південний вхід обмежений мисом Ухтнаволок на сході та мисом Черняєвським (крайня південна точка Жижгинського острова) на заході. Материковий берег від мису Ухтнаволок до Горболуцького мису є початком Літнього берега Білого моря. Тут виділяються миси Ондрик та Хрестовий, між якими знаходиться гирло річки Кега.
Попри відносно значну ширину, протока має досить вузький фарватер, який визначається через присутність у протоці значних мілин. У нічний час прохід протокою не рекомендується взагалі. Припливи в протоці направлені з північного сходу. В протоці є скелястий острів Пулкорга, на якому раніше знаходився освітлюваний знак.